# Kathedrale von Camagüey

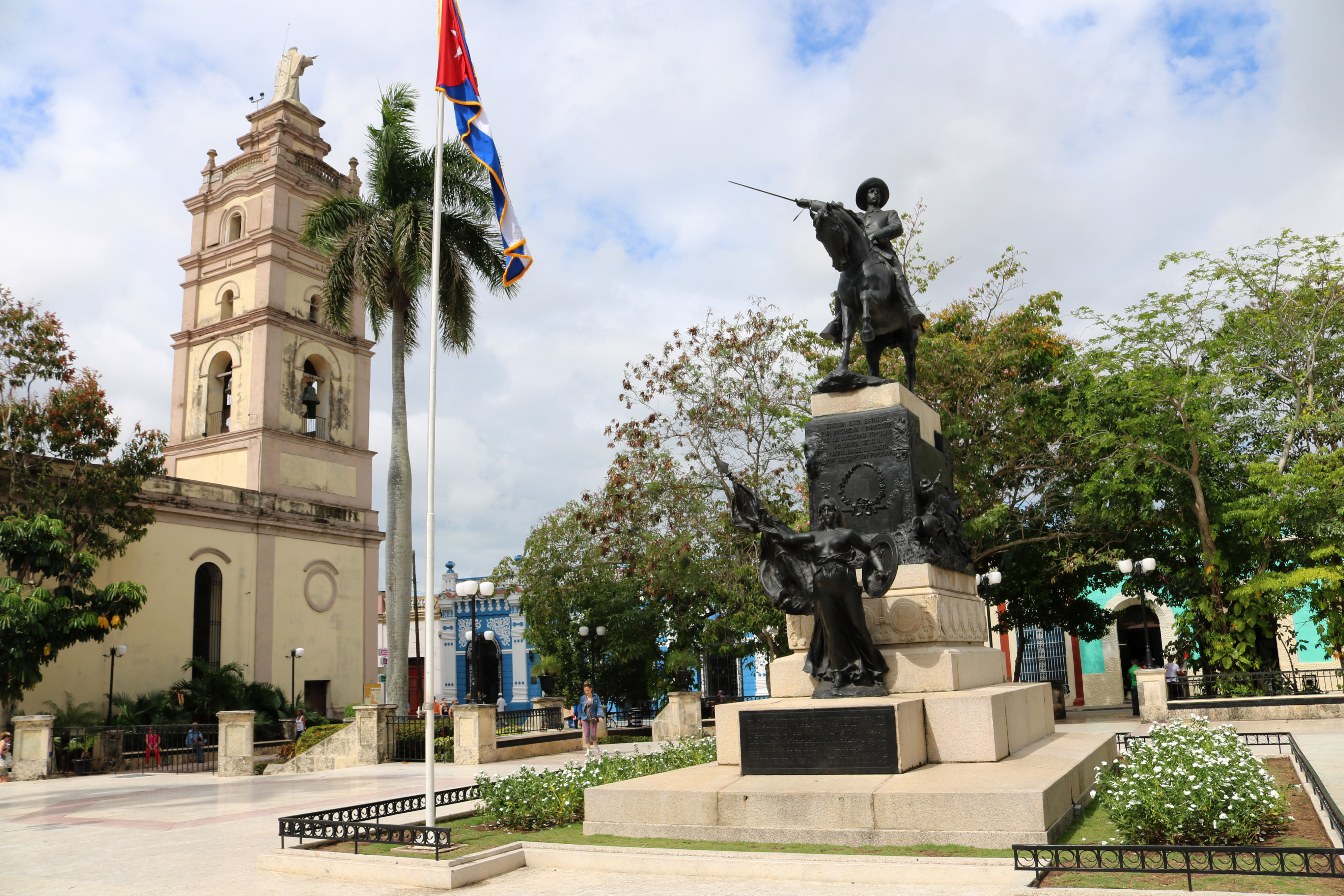
Kathedrale von Camagüey

Die Kathedrale von Camagüey oder auch Kathedrale Unserer Lieben Frau von Candelaria (spanisch Catedral de Nuestra Señora de la Candelaria) ist eine römisch-katholische Kirche in Camagüey, Kuba. Die Kathedrale des Erzbistums Camagüey ist mit dem Patrozinium der Jungfrau von Candelaria der Schutzheiligen der Stadt gewidmet und trägt zusätzlich den Titel einer Basilica minor.

## Geschichte
Das Gebäude wurde 1748 geweiht, ein Vorgängerbau soll aus dem 16. Jahrhundert stammen. 1912 wurde die Kirche mit Schaffung des Bistums zur Kathedrale erhoben. Im Umfeld des Besuches von Papst Johannes Paul II. im Januar 1998 wurden mit Hilfe von Spenden Renovierungen der Kathedrale durchgeführt, die sich heute in einem sehr guten Zustand befindet. Im gleichen Jahr wurde die Kirche zum Metropolitensitz. Die Kathedrale ist Teil des historischen Zentrums von Camagüey, das seit 2008 zum UNESCO-Weltkulturerbe gehört. Im Januar 2014 verlieh Papst Franziskus der Metropolitankirche zum 500. Jahrestages der Stadtgründung auch den Titel einer Basilica minor.

## Bauwerk
Die dreischiffige Kirche an der Südostecke des Parque Ignacio Agramonte wurde im Stil des kubanischen Barocks errichtet, wurde aber mehrmals umgebaut. Das heutige Aussehen der Kathedrale ist das Ergebnis der Umbauten im Jahr 1864, aus dem auch die fein gestaltete Holzdecke und der Originalfußboden stammen. Anstelle von Seitenaltären befinden sich Nischen im Mauerwerk, in denen die Heiligenfiguren stehen. Das auffälligste Merkmal ist der sechsstöckigen Glockenturm, der mit einer Christusstatue gekrönt ist.